# Gończyce (gromada)
Gończyce – dawna gromada, czyli najmniejsza jednostka podziału terytorialnego Polskiej Rzeczypospolitej Ludowej w latach 1954–1972.
Gromady, z gromadzkimi radami narodowymi (GRN) jako organami władzy najniższego stopnia na wsi, funkcjonowały od reformy reorganizującej administrację wiejską przeprowadzonej jesienią 1954 do momentu ich zniesienia z dniem 1 stycznia 1973, tym samym wypierając organizację gminną w latach 1954–1972.
Gromadę Gończyce z siedzibą GRN w Gończycach utworzono – jako jedną z 8759 gromad na obszarze Polski – w powiecie garwolińskim w woj. warszawskim, na mocy uchwały nr VI/10/2/54 WRN w Warszawie z dnia 5 października 1954. W skład jednostki wszedł obszar dotychczasowej gromady Gończyce ze zniesionej gminy Sobolew, obszary dotychczasowych gromad Anielów, Ostrożeń A i Ostrożeń B ze zniesionej gminy Żelechów oraz obszary dotychczasowych gromad Gąsów (z wyłączeniem resztówki Śliz), Chotynia i Wólka Ostrożeńska ze zniesionej gminy Górzno w tymże powiecie. Dla gromady ustalono 27 członków gromadzkiej rady narodowej.
31 grudnia 1961 do gromady Gończyce włączono wieś Władysławów ze zniesionej gromady Piastów w tymże powiecie.
Gromada przetrwała do końca 1972 roku, czyli do kolejnej reformy gminnej.